# Lekkoatletyka na Letnich Igrzyskach Olimpijskich 2016 – rzut oszczepem mężczyzn
Rzut oszczepem mężczyzn – jedna z konkurencji technicznych rozgrywanych podczas XXXI Igrzysk Olimpijskich w Rio de Janeiro. Zmagania odbyły się pomiędzy 17–20 sierpnia na Stadionie Olimpisjkim.
Tytułu mistrzowskiego z poprzednich igrzysk nie obronił Keshorn Walcott, zdobywając brązowy medal.
W zawodach wzięło udział 37 zawodników z 23 państw.

## Terminarz
Opracowano na podstawie materiału źródłowego.

Wszystkie godziny podane są w czasie brazylijskim (UTC-03:00) oraz polskim (CEST).
| Data             | Godzina rozpoczęcia | Godzina rozpoczęcia |                      |
| Data             | UTC-03:00           | CEST                |                      |
| ---------------- | ------------------- | ------------------- | -------------------- |
| 17 sierpnia 2016 | 20:30               | 01:30               | Eliminacje – grupa A |
| 17 sierpnia 2016 | 21:55               | 02:55               | Eliminacje – grupa B |
| 20 sierpnia 2016 | 20:55               | 01:55               | Finał                |

## Statystyka

### Rekordy
W poniższej tabeli przedstawiono rekord świata i olimpijski, rekordy poszczególnych kontynentów oraz najlepszy rezultat na świecie w 2016 roku.
|                                                      | Zawodnik            | Rezultat | Miejsce      | Data                      |
| ---------------------------------------------------- | ------------------- | -------- | ------------ | ------------------------- |
| Rekord świata                                        | Jan Železný         | 98,48    | Jena         | 25 maja 1996(dts)         |
| Rekord olimpijski                                    | Andreas Thorkildsen | 90,57    | Pekin        | 23 sierpnia 2008(dts)     |
| Rekord Afryki                                        | Julius Yego         | 92,72    | Pekin        | 26 sierpnia 2015(dts)     |
| Rekord Ameryki Południowej                           | Edgar Baumann       | 84,70    | San Marcos   | 17 października 1999(dts) |
| Rekord Ameryki Północnej                             | Breaux Greer        | 91,29    | Indianapolis | 21 czerwca 2007(dts)      |
| Rekord Australii i Oceanii                           | Jarrod Bannister    | 89,02    | Brisbane     | 29 lutego 2008(dts)       |
| Rekord Azji                                          | Zhao Qinggang       | 89,15    | Incheon      | 2 października 2014(dts)  |
| Rekord Europy                                        | Jan Železný         | 98,48    | Jena         | 25 maja 1996(dts)         |
| Najlepszy wynik na listach światowych w sezonie 2016 | Thomas Röhler       | 91,28    | Turku        | 29 czerwca 2016(dts)      |

### Najlepsze wyniki na świecie
Poniższa tabela przedstawia 10 najlepszych rezultatów na świecie w sezonie 2016 tuż przed rozpoczęciem zawodów.
| Poz. | Zawodnik           | Reprezentacja     | Wynik | Data       | Miejsce   |
| ---- | ------------------ | ----------------- | ----- | ---------- | --------- |
| 1.   | Thomas Röhler      | Niemcy            | 91,28 | 29 czerwca | Turku     |
| 2.   | Johannes Vetter    | Niemcy            | 88,23 | 25 czerwca | Kuortane  |
| 3.   | Antti Ruuskanen    | Finlandia         | 88,23 | 6 lipca    | Amsterdam |
| 4.   | Julian Weber       | Niemcy            | 88,04 | 10 lipca   | Offenburg |
| 5.   | Ihab Abdelrahman   | Egipt             | 87,37 | 28 maja    | Eugene    |
| 6.   | Jakub Vadlejch     | Czechy            | 87,20 | 4 sierpnia | Kolín     |
| 7.   | Joanis Kiriazis    | Grecja            | 87,14 | 31 lipca   | Larisa    |
| 8.   | Zigismunds Sirmais | Łotwa             | 86,66 | 7 lipca    | Amsterdam |
| 9.   | Neeraj Chopra      | Indie             | 86,48 | 23 lipca   | Bydgoszcz |
| 10.  | Keshorn Walcott    | Trynidad i Tobago | 86,35 | 9 czerwca  | Oslo      |

Pogrubioną czcionką oznaczono zawodników, którzy wystartowali w zawodach.

## Wyniki

### Eliminacje
- Awans: 83,00 m (Q) lub 12 najlepszych rezultatów (q).

Opracowano na podstawie materiału źródłowego.
| Pozycja | Grupa | Zawodnik                | Reprezentacja     | #1    | #2    | #3    | Rezultat | Uwagi |
| ------- | ----- | ----------------------- | ----------------- | ----- | ----- | ----- | -------- | ----- |
| 1.      | B     | Keshorn Walcott         | Trynidad i Tobago | 88,68 | –     | –     | 88,68    | Q     |
| 2.      | B     | Johannes Vetter         | Niemcy            | 85,96 | –     | –     | 85,96    | Q     |
| 3.      | A     | Julian Weber            | Niemcy            | 84,46 | –     | –     | 84,46    | Q     |
| 4.      | B     | Ryōhei Arai             | Japonia           | 84,16 | –     | –     | 84,16    | Q     |
| 5.      | B     | Petr Frydrych           | Czechy            | 78,57 | 80,17 | 83,60 | 83,60    | Q     |
| 6.      | B     | Julius Yego             | Kenia             | 78,88 | x     | 83,55 | 83,55    | Q     |
| 7.      | A     | Jakub Vadlejch          | Czechy            | 78,23 | 80,90 | 83,27 | 83,27    | Q     |
| 8.      | A     | Dmytro Kosynski         | Ukraina           | 80,08 | 76,79 | 83,23 | 83,23    | Q     |
| 9.      | A     | Thomas Röhler           | Niemcy            | 79,47 | 81,61 | 83,01 | 83,01    | Q     |
| 10.     | B     | Vítězslav Veselý        | Czechy            | 81,32 | 81,32 | 82,85 | 82,85    | q     |
| 11.     | B     | Antti Ruuskanen         | Finlandia         | 82,20 | x     | x     | 82,20    | q     |
| 12.     | A     | Braian Toledo           | Argentyna         | 78,99 | 81,96 | 80,36 | 81,96    | q     |
| 13.     | A     | Joshua Robinson         | Australia         | 78,87 | 80,84 | 76,78 | 80,84    |       |
| 14.     | B     | Zigismunds Sirmais      | Łotwa             | 76,87 | 80,65 | 75,95 | 80,65    |       |
| 15.     | A     | Marcin Krukowski        | Polska            | x     | 78,06 | 80,62 | 80,62    |       |
| 16.     | B     | Júlio César de Oliveira | Brazylia          | 79,33 | 80,49 | 80,29 | 80,49    |       |
| 17.     | A     | Kim Amb                 | Szwecja           | 77,91 | 78,75 | 80,49 | 80,49    |       |
| 18.     | B     | Tanel Laanmäe           | Estonia           | 80,45 | 78,78 | 79,24 | 80,45    |       |
| 19.     | B     | John Ampomah            | Ghana             | 79,09 | 80,39 | 78,90 | 80,39    |       |
| 20.     | A     | Cyrus Hostetler         | Stany Zjednoczone | 76,48 | 78,69 | 79,76 | 79,76    |       |
| 21.     | A     | Tero Pitkämäki          | Finlandia         | 77,91 | 78,58 | 79,56 | 79,56    |       |
| 22.     | A     | Risto Mätas             | Estonia           | 76,23 | 79,26 | 79,40 | 79,40    |       |
| 23.     | A     | Magnus Kirt             | Estonia           | x     | 77,60 | 79,33 | 79,33    |       |
| 24.     | A     | Rocco van Rooyen        | Południowa Afryka | x     | 71,05 | 78,48 | 78,48    | SB    |
| 25.     | B     | Hamish Peacock          | Australia         | 77,91 | 76,22 | 76,40 | 77,91    |       |
| 26.     | B     | Ivan Zaytsev            | Uzbekistan        | 73,49 | 72,92 | 77,83 | 77,83    |       |
| 27.     | B     | Ari Mannio              | Finlandia         | 77,14 | 76,77 | 77,73 | 77,73    |       |
| 28.     | A     | Rolands Štrobinders     | Łotwa             | 76,76 | x     | 77,73 | 77,73    |       |
| 29.     | A     | Stuart Farquhar         | Nowa Zelandia     | 74,24 | 77,32 | 74,38 | 77,32    |       |
| 30.     | A     | Ahmed Bader Magour      | Katar             | x     | 77,19 | x     | 77,19    |       |
| 31.     | B     | Łukasz Grzeszczuk       | Polska            | 76,31 | 76,52 | 76,14 | 76,52    |       |
| 32.     | A     | Leslie Copeland         | Fidżi             | 76,04 | 75,68 | x     | 76,04    |       |
| 33.     | B     | Huang Shih-feng         | Chińskie Tajpej   | 74,33 | x     | x     | 74,33    |       |
| 34.     | B     | Sam Crouser             | Stany Zjednoczone | 73,78 | 73,66 | x     | 73,78    |       |
| 35.     | B     | Sean Furey              | Stany Zjednoczone | 69,40 | 72,61 | 71,35 | 72,61    |       |
| 36.     | A     | Sumedha Ranasinghe      | Sri Lanka         | 69,62 | 71,93 | x     | 71,93    |       |
| —       | A     | Bobur Shokirjonov       | Uzbekistan        | x     | x     | x     | NM       |       |

### Finał
Opracowano na podstawie materiału źródłowego.
| Pozycja | Zawodnik         | Reprezentacja     | #1    | #2    | #3    | #4    | #5    | #6    | Rezultat | Uwagi |
| ------- | ---------------- | ----------------- | ----- | ----- | ----- | ----- | ----- | ----- | -------- | ----- |
| 01 !    | Thomas Röhler    | Niemcy            | 87,40 | 85,61 | 87,07 | 84,84 | 90,30 | x     | 90,30    |       |
| 02 !    | Julius Yego      | Kenia             | 88,24 | x     | –     | x     | –     | –     | 88,24    | SB    |
| 03 !    | Keshorn Walcott  | Trynidad i Tobago | 83,45 | 85,38 | 83,38 | 80,33 | x     | x     | 85,38    |       |
| 4.      | Johannes Vetter  | Niemcy            | 85,32 | x     | 82,54 | x     | 83,61 | 81,74 | 85,32    |       |
| 5.      | Dmytro Kosynski  | Ukraina           | 82,51 | 83,95 | 83,64 | 81,61 | 81,21 | x     | 83.95    | PB    |
| 6.      | Antti Ruuskanen  | Finlandia         | x     | 77,81 | 83,05 | x     | x     | 80,00 | 83,05    |       |
| 7.      | Vítězslav Veselý | Czechy            | 78,20 | 82,51 | x     | x     | x     | 78,63 | 82,51    |       |
| 8.      | Jakub Vadlejch   | Czechy            | 80,02 | 82,42 | 81,59 | 80,32 | x     | x     | 82,42    |       |
| 9.      | Julian Weber     | Niemcy            | 80,29 | 80,13 | 81,36 | DSQ   | DSQ   | DSQ   | 81,36    |       |
| 10.     | Braian Toledo    | Argentyna         | 77,89 | 79,51 | 79,81 | DSQ   | DSQ   | DSQ   | 79,81    |       |
| 11.     | Ryōhei Arai      | Japonia           | 77,98 | 79,47 | 72,49 | DSQ   | DSQ   | DSQ   | 79,47    |       |
| 12.     | Petr Frydrych    | Czechy            | 76,15 | 76,79 | 79,12 | DSQ   | DSQ   | DSQ   | 79,12    |       |